# Santan
Santan és una concentració de població designada pel cens dels Estats Units a l'estat d'Arizona. Segons el cens del 2000 tenia 651 habitants.

## Demografia
Segons el cens del 2000, Santan tenia 651 habitants, 163 habitatges, i 135 famílies La densitat de població era de 39,2 habitants/km².
Dels 163 habitatges en un 50,9% hi vivien nens de menys de 18 anys, en un 33,1% hi vivien parelles casades, en un 35,6% dones solteres, i en un 16,6% no eren unitats familiars. En el 16% dels habitatges hi vivien persones soles el 6,1% de les quals corresponia a persones de 65 anys o més que vivien soles. El nombre mitjà de persones vivint en cada habitatge era de 3,99 i el nombre mitjà de persones que vivien en cada família era de 4,3.
Per edats la població es repartia de la següent manera: un 42,2% tenia menys de 18 anys, un 9,1% entre 18 i 24, un 28,4% entre 25 i 44, un 14,4% de 45 a 60 i un 5,8% 65 anys o més.
L'edat mediana era de 24 anys. Per cada 100 dones de 18 o més anys hi havia 84,3 homes.
La renda mediana per habitatge era de 16.645 $ i la renda mediana per família de 15.227 $. Els homes tenien una renda mediana de 37.857 $ mentre que les dones 7.386 $. La renda per capita de la població era de 7.090 $. Aproximadament el 46,3% de les famílies i el 46,2% de la població estaven per davall del llindar de pobresa.

## Poblacions més properes
El següent diagrama mostra les poblacions més properes.